# 수륙양용 모빌슈트
수륙양용 모빌슈트(영어: Amphibious Mobile Suit, 일본어: 水陸両用モビルスーツ)는 애니메이션 《기동전사 건담》을 비롯한 《건담 시리즈》에 등장하는 가공의 병기 분류 중 하나인 모빌 슈트(MS) 중 수중과 육상 모두에서 운용가능한 것을 말한다.

## 같이 보기
- 건담 시리즈